# ماكس فون بادن
الأمير ماكس من بادن (بالألمانية: Prinz Max von Baden) أمير ألماني من عائلة نبيلة من أقصى غرب ألمانيا (10 يوليو 1867-6 نوفمبر 1929). تولى منصب المستشار في الإمبراطورية الألمانية من 3 أكتوبر إلى 9 نوفمبر 1918.

## روابط خارجية
- ماكس فون بادن على موقع الموسوعة البريطانية (الإنجليزية)
- ماكس فون بادن على موقع إن إن دي بي (الإنجليزية)